# Rifugio Lambertenghi-Romanin
Il rifugio Lambertenghi-Romanin è un rifugio alpino che si trova nel territorio del comune di Forni Avoltri, in provincia di Udine, sul passo Volaia alle pendici del monte Coglians (2.780 m), a pochi metri dal confine con l'Austria (Carinzia).

## Storia
Nacque nel 1935 grazie all'opera di Antonio Del Regno che ristrutturò un vecchio edificio militare della prima guerra mondiale e fu dedicato alla memoria dei tenenti Lambertenghi e Romanin. Il comune di Forni Avoltri ne rilevò la proprietà sul finire degli anni settanta, procedendo poi a restauri ed ampliamenti nel 1982 e nel 2002.

## Accessi
Da Forni Avoltri è facilmente raggiungibile attraverso una comoda strada asfaltata che dalla frazione di Collina porta al rifugio Tolazzi (1.350 m s.l.m.) con ampio parcheggio; da lì proseguendo sulla strada sterrata e poi su sentiero (segnavia CAI nº 144) si raggiunge il rifugio in circa 2 ore di cammino.